# Midwolda

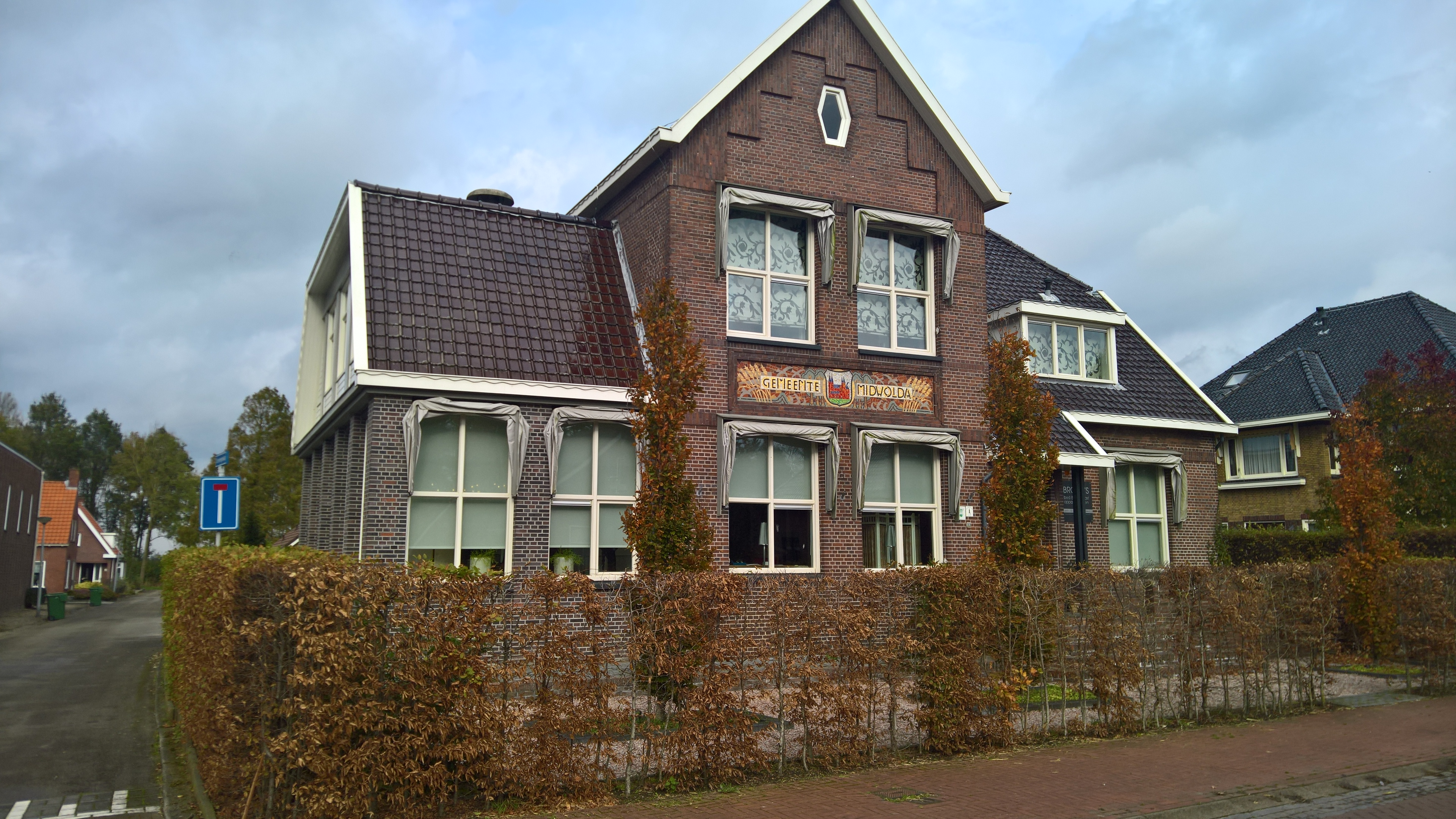
Voormalig gemeentehuis uit 1927 van Hindrik Berend Meijer (1897-1966), gemeentearchitect

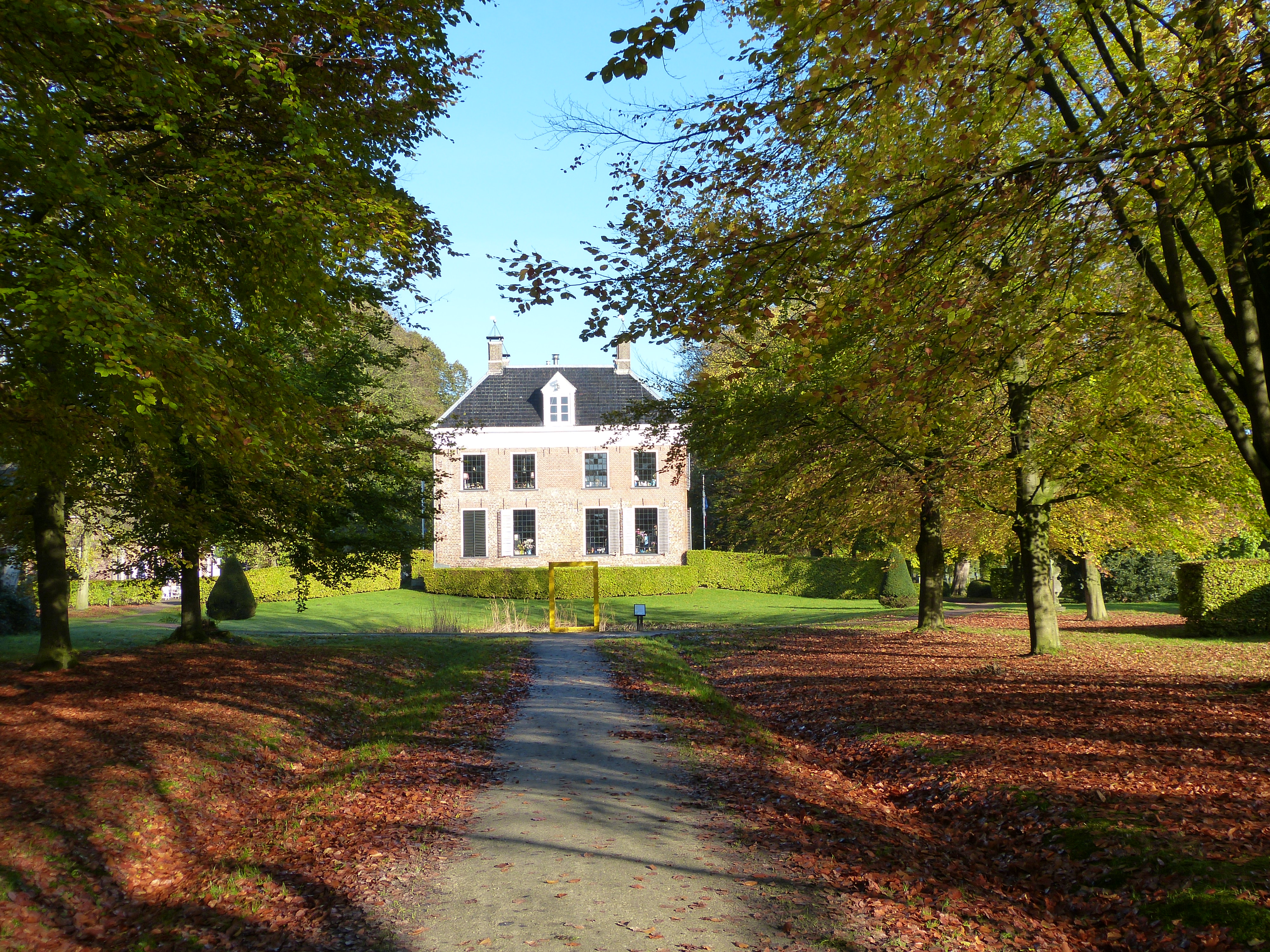
Ennemaborg Midwolda

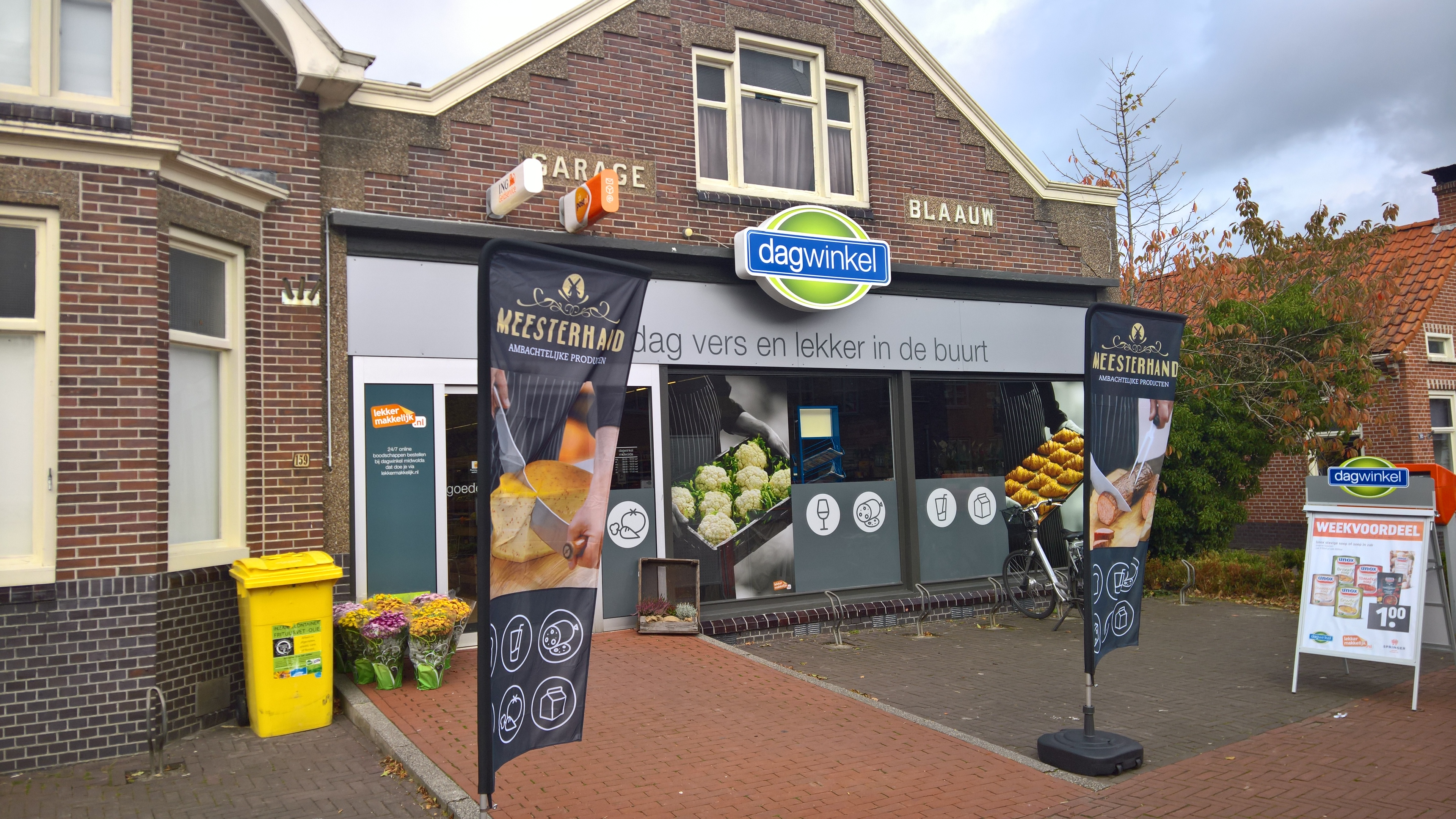
Dorpswinkel Midwolda

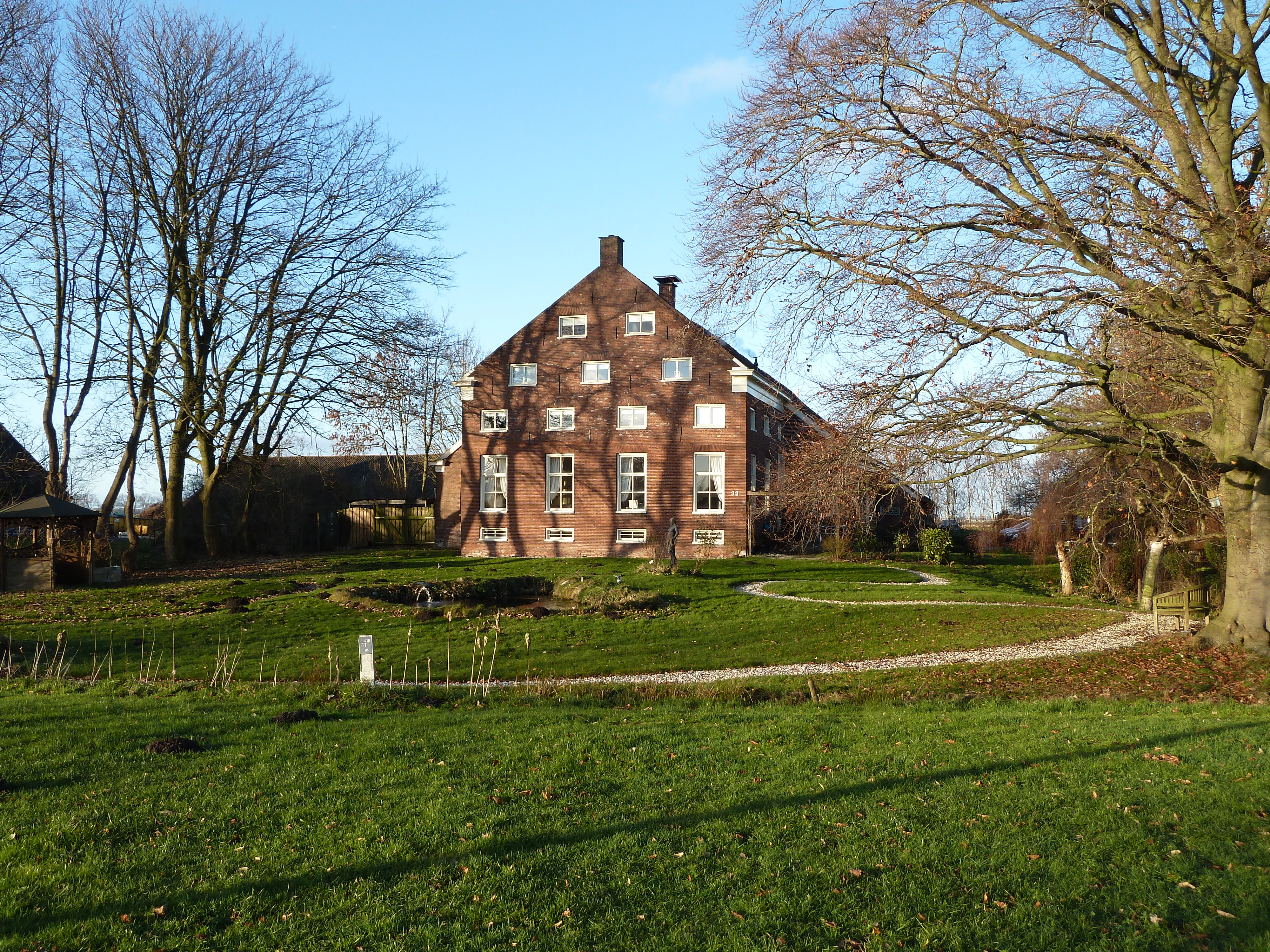
Oldambtster boerderij Westerlee uit 1850-1855 aan de Hoofdweg

Wapen van Midwolda met de voormalige Viertorenkerk

Midwolda (Gronings: Midwolle) is een dorp in de gemeente Oldambt in de Nederlandse provincie Groningen. Het telt ruim 2.055 inwoners.
Van 1808 tot 1 januari 1990 was Midwolda een zelfstandige gemeente. Daartoe behoorde naast het kerkdorp Midwolda ook het buurdorp Oostwold, met de buurtschappen Meerland, Ekamp (deels), Oostwolderpolder en Lutje Loug (Oude Zijl). 
In 1990 verloor Midwolda zijn zelfstandigheid. Het ging deel uitmaken van de gemeente Scheemda, die in 2010 opging in de gemeente Oldambt. Het gemeentehuis uit 1927 aan de Hoofdweg kreeg een andere bestemming.

## Topografie
Tot Midwolda behoren de buurtschap Niesoord, het oostelijke deel van Scheemdermeer (tot 1990) en het voormalige gehucht Oudekerk, waar de na 1709 afgebroken Viertorenkerk heeft gestaan. Een dochternederzetting van Midwolda is Nieuwolda, dat vanouds Midwolderhamrik werd genoemd en in 1648 zelfstandig werd. Opvallende boerderijnamen zijn Buitenhof, Dollard's heerd, Ol Kerke, De Middeldijk en recenter Boschzicht, De Vicarie, Hermans Dijkstra, Hof van Heeden en Op Ruumte.
Midwolda bestond vanouds uit twee helften of kluften, de Westerkluft en de Oosterkluft (oftewel Midwolde up de oester zijdt, 1564). Elk van beide had zijn eigen buurtgilde. Het centrum van Midwolda stond nog rond 1900 bekend als de 'Moushörn'. Het kadaster onderscheidde sinds 1823 ten noorden van de Hoofdweg de secties F: Geereweg of Kerkelaan, G: 't Klooster, en I: Nieuwland, ten zuiden van de weg de secties E: De Burg of Dalland en D: Ooster (be)zuiden de weg
De polders rond Midwolda waren Kerkelaan (1558), Oudland (1626), Oud-Nieuwland (1665), Nieuwland (1701) en het voormalige Huninga-Meerland (1636, 1848), dat plaats heeft gemaakt voor het Oldambtmeer en Blauwestad. De belangrijkste kanalen zijn het Nieuwe Kanaal en de Blauwe Passage naar het Oldambtmeer, vroeger ook Koediep, Kostverlorendiep, Oude Geut en de Hoofdwijk of Turfwijk van de Ennemaborg.
Doorgaande wegen zijn onder meer de Geereweg of N362 (1564: 'Gaere grope'), de Kerkelaan (1659: 'Hilligenlaene') en de Niesoordlaan. De Dorpsstraat werd vanouds Hereweg genoemd. Ten tijde van de Ruilverkaveling omstreeks 1975 werden de Oudlandseweg, de Nieuwlandseweg en de Zijdwende aangelegd, die het boerenland ontsloten en tevens de verkeersstroom door het dorp ontlastten.
Ten noorden van Midwolda is een zestal doorbraakkolken te vinden, die bij stormvloeden zijn ontstaan. Drie daarvan worden verbonden door het toeristische Kolkenpad. Ten westen van de Geereweg bij Nieuwolda ligt de Barlagenskolk. De plek waar de Dollard door een van de oudste dijken brak, stond in 1556 bekend als 'up Braich hoerne'. In 1657 was sprake van de 'Braeckhorne' bij de Geereweg.

## Geschiedenis

### Middeleeuwen
Midwolda heeft een geschiedenis die teruggaat tot voor het jaar 1000. De oorsprong van het dorp ligt in veenontginningen die vermoedelijk begonnen vanaf de noordelijke oevers van de Munter Ae bij Nieuwolda of wellicht nog verder noordelijk in de Oosterhoek: in het achterland van Weiwerd, Heveskes, Oterdum en Borgsweer.
De omvang van het grondbezit van de middeleeuwse kerk en het nabijgelegen klooster Menterwolde doet vermoeden dat invloedrijke personen van buiten de regio verantwoordelijk waren voor de grootschalige ontginning van het gebied. We kunnen denken aan de bisschop van Münster, de Rijksabdij van Werden of een van de regerende gravenfamilies. Midwolda was de hoofdplaats van het Wold-Oldambt en tevens de zetel van een (kerkelijk) seendgericht. 
De plaatsnaam Midwolda (1252: Middewalde) verwijst naar een onontgonnen moerasbos of -wolde. Midwolde was dan 'het in het midden gelegen moerasbos', ingeklemd tussen andere woudgebieden als Noord- en Zuidbroek (Broke), Woldendorp, Oostwold en Finsterwolde.
Het dorp lag oorspronkelijk verder noordelijk maar werd vanwege de overstromingen vanuit de Dollard steeds verder landinwaarts verplaatst. In de 12e eeuw bevond het dorpslint zich ter hoogte van de boerderij Ol Kerke aan de Kerkelaan. De middeleeuwse Viertorenkerk lag op een zandrug, die onder de Dollardklei verborgen ligt. Deze plek was al sinds de 10e of 11e eeuw bewoond, maar een eerdere nederzetting bevond zich mogelijk elders. In 1994 vonden opgravingen plaats die de fundamenten van de middeleeuwse kerk blootlegden. Deze kruiskerk was 63 meter lang en had vier torens, een halfgesloten koor en zijbeuken. Ter hoogte van de kerk stonden meerdere versterkte en omgrachte steenhuizen, waarvan de restanten nog op luchtfoto's zijn te zien. Mogelijk waren er tientallen van zulke huizen, een sage beweert vol overdrijving dat er "in Middewalda [...] negen styghe steenhuesen waren" (negen twintigtallen). In de 13e eeuw worden hier de adellijke families Imenga (Imeckna) en Folpetra (Pholpetra) genoemd. Hoofdeling Ebo Menalda van Hellum veroverde in 1283, gesteund door de Walberda's van Scheemda, het steenhuis van de Folpetra's vanwege een omstreden echtscheiding. Een document uit 1420 vermeldt als vooraanstaande inwoners Duert Zebinga en Sebo Emmens, in 1441 Tijarken Menekens en Manken Eppekans, in 1469 nog zeven anderen.  
De belangrijkste adellijke familie in Midwolda waren de Tiddinga's: een zekere Dodo Tiddinga wordt genoemd in 1454, diens (vermoedelijke) zoon Lewert Tyddinge te Midwolda in 1488. De Tiddinga's waren ervan overtuigd dat hun voorgeslacht hier sinds de 13e eeuw woonde. Een van de nakomelingen stelt later dat zijn voorouders van adel waren, maar zij hadden "meestendeels alle hunne goederen, geleegen in 't Oldampt [...] verlooren door de veelvuldige doorbraken van den Dollaart". De kroniekschrijver Eggerik Beninga wist omstreeks 1550 te melden dat de Dollard was ontstaan doordat de Tiddinge hun dijken hadden verwaarloosd. Daaruit valt af te leiden dat men hen beschouwde als nakomelingen van de omstreden hoofdeling Tidde Wyneda in het Reiderland. De Tiddinga's waren op hun beurt nauw verwant met de Huninga's van Oostwold, Woldendorp en Beerta.
Vanwege de dalende veenbodem en toenemende wateroverlast verhuisden de boerderijen een voor een naar een nieuw dorpslint verder naar het zuiden. Volgens de historicus Ubbo Emmius was dat twee keer gebeurd. Eerst verhuisde het dorop omstreeks de 13e of 14e eeuw naar een plek wat hoger op het veen. Daar verrees na 1259 ook het Grijzervrouwenklooster. Ook bevond zich in die omgeving vermoedelijk de kloosterboerderij Nijenhuis, eigendom van het Grijzemonnikenklooster en grenzend aan het kerkenland. 

### Na 1500
Rond 1500 verhuisden de inwoners naar de hoger gelegen keileemrug in het directe achterland. Het Grijzevrouwenklooster bleef tot 1594 intact, maar de kloosterboerderij Gryse vrouwen Vorwarck en bijbehorende korenmolen op de 'meulenbarch' kregen een plek in het nieuwe dorp. Het dorp kreeg bovendien een eigen school; sinds het begin van de 17e eeuw wordt naast de koster, die het schooltje bij de kerk bestierde, een afzonderlijke schoolmeester genoemd. Kerkvoogd Menno Hindriks bouwde daarna op eigen kosten een tweede school in het westen van het dorp, die hij aan de kerk verhuurde. Beide scholen staan afgebeeld op een kaart van omstreeks 1638.
In de 16e eeuw hadden de meeste boerderijen in Scheemda, Midwolda en Oostwold hooilanden ('meeden', 'uuthmeeden' en 'weerlanden') aan de overzijde van de Dollard. Het hooi werd met platboomde schuiten of 'hoybullen' naar huis gebracht. Rond 1600 ontstonden hier de dorpen Scheemderhamrik (het latere Nieuw-Scheemda), Midwolderhamrik (het latere Nieuwolda) en de buurtschap Oostwolderhamrik.
Terwijl het dorp al verplaatst was, bleven de Viertorenkerk, de  pastorieboerderij en de oude kosterij bij de Dollarddijk staan. Het kerkgebouw stortte in 1667 grotendeels in, waarna de kerkdiensten voortaan in de dorpsschool (het vernieuwde Oude Schoole huis) werden gehouden. Ook de predikant verhuisde naar het dorp. De Viertorenkerk werd kort na 1709 afgebroken. In 1708 was aan de Hoofdweg al een nieuwe kerktoren opgetrokken. De bijbehorende kerk van Midwolda werd in 1738 in gebruik genomen en als herinnering aan de Viertorenkerk voorzien van vier kleine dakruiters. De kerk is onder meer bekend door het bijzondere orgel van Albertus Antoni Hinsz uit 1772.
In de 17e en 18e eeuw was Midwolda een welvarend dorp, waar meerdere buitenplaatsen en tien tot vijftien deftige boerenerven met een gracht te vinden waren. Een van die buitenplaatsen was de huidige Ennemaborg. Ean andere was het voormalige steenhuis van de Tiddinga's (olim Tiddinga) op de grens met Scheemda (nu Dollard's heerd). Het kerspel Midwolda had echter enorme schulden, die alleen dankzij nieuwe leningen konden worden gedekt. Pas dankzij de aanleg van nieuwe polders in 1665, 1701 en 1769 ging het langzaam beter. Ook het turfgraven in het achterland bracht de landeigenaren veel geld op. De stadsgronden ten zuiden van het dorp werden rond 1700 uitgegeven aan een Hollandse compagnie van veenontginners, die de gegraven en opgebaggerde turf via een kanaal (de Oude Wijck) en een sluis naar het (oude) Winschoterdiep afvoerde. Was de grond eenmaal ontgonnen, dan werd vaak hij in percelen  uitgegeven aan landarbeiders en kleine boeren, die hier na 1750 vooral aardappelen verbouwden. Rond 1820 ontstond hier de buurtschap Niesoord.  
De Ennemaborg met het koetshuis en het Midwolderbos nemen binnen het dorp nog altijd een markante plek in. De persoonsnaam Sebo Emmens (of Ennens) wordt al in 1420 vermeld, maar uit een landkaart van 1638 blijkt dat er op deze plek uitsluitend een grote boerderij stond, die in 1655 als Ennemaheerd wordt vermeld. Het herenhuis moet dus pas daarna zijn gebouwd; het staat afgebeeld op de provinciekaart van Starkenborgh en Visscher omstreeks 1680. Deze buitenplaats is vermoedelijk gesticht door de familie Clinge en kwam later in handen van de familie Hora (Siccama). Het gebouw kreeg zijn huidige vorm in het begin van de 18e eeuw en werd toen voor het eerst een borg genoemd; de naam Ennemaborg dateert van veel later.  
In 1817 kwam het landgoed in handen van enkele beleggers, die de vervening, de exploitatie van het bos en het beheer van de landbouwgronden grootschalig ter hand namen. Voor de turfwinning werden in het achterland nieuwe wijken gegraven. in 1946 kwam de borg in handen van de Nederlandse Heidemaatschappij, die het complex van 362 ha in 1965 overdeed aan de stichting Het Groninger Landschap. De borg werd in de 21e eeuw bewoond door kunstenares Maya Wildevuur (1944-2023), die er ook haar galerie had.  

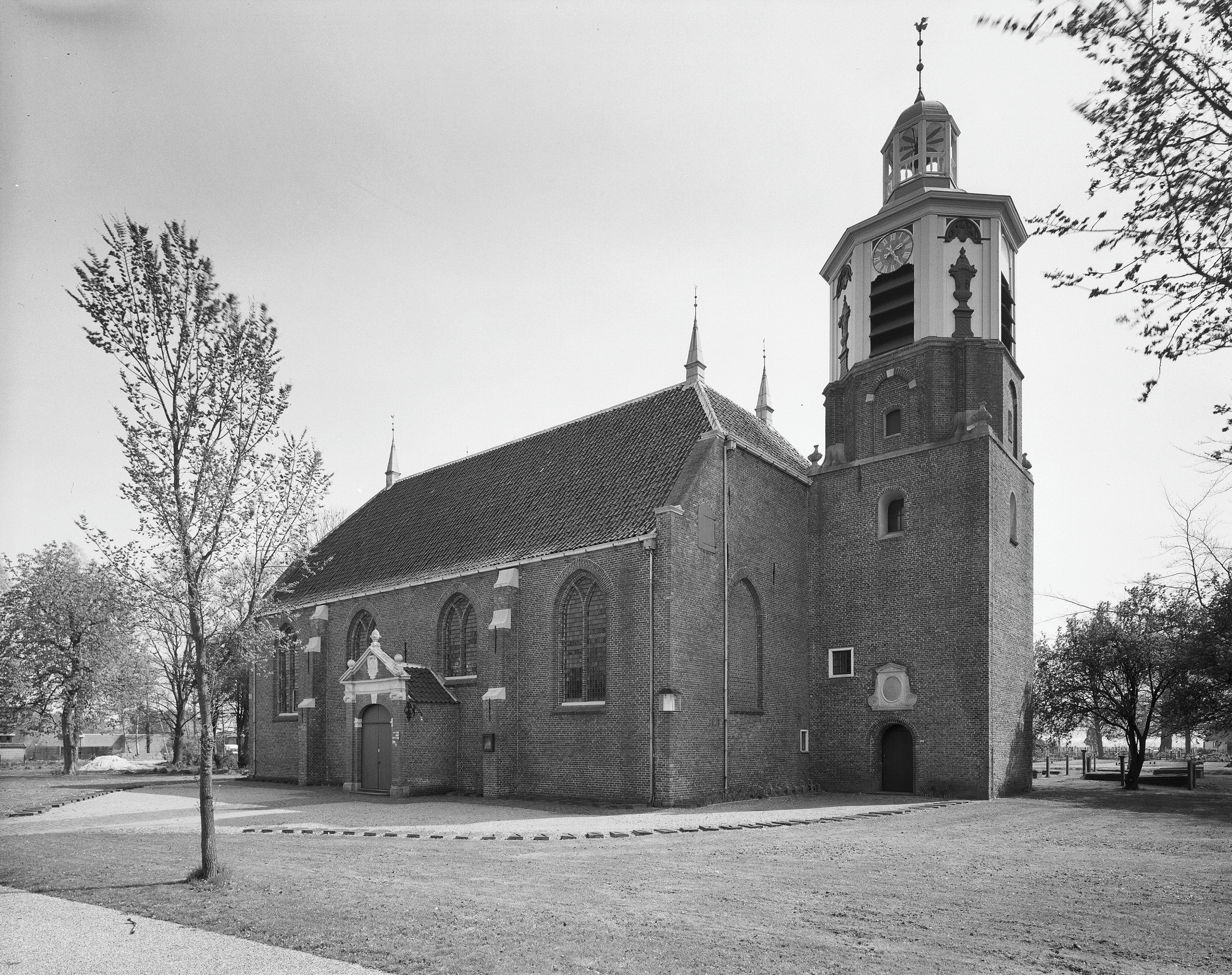
Hervormde kerk van Midwolda
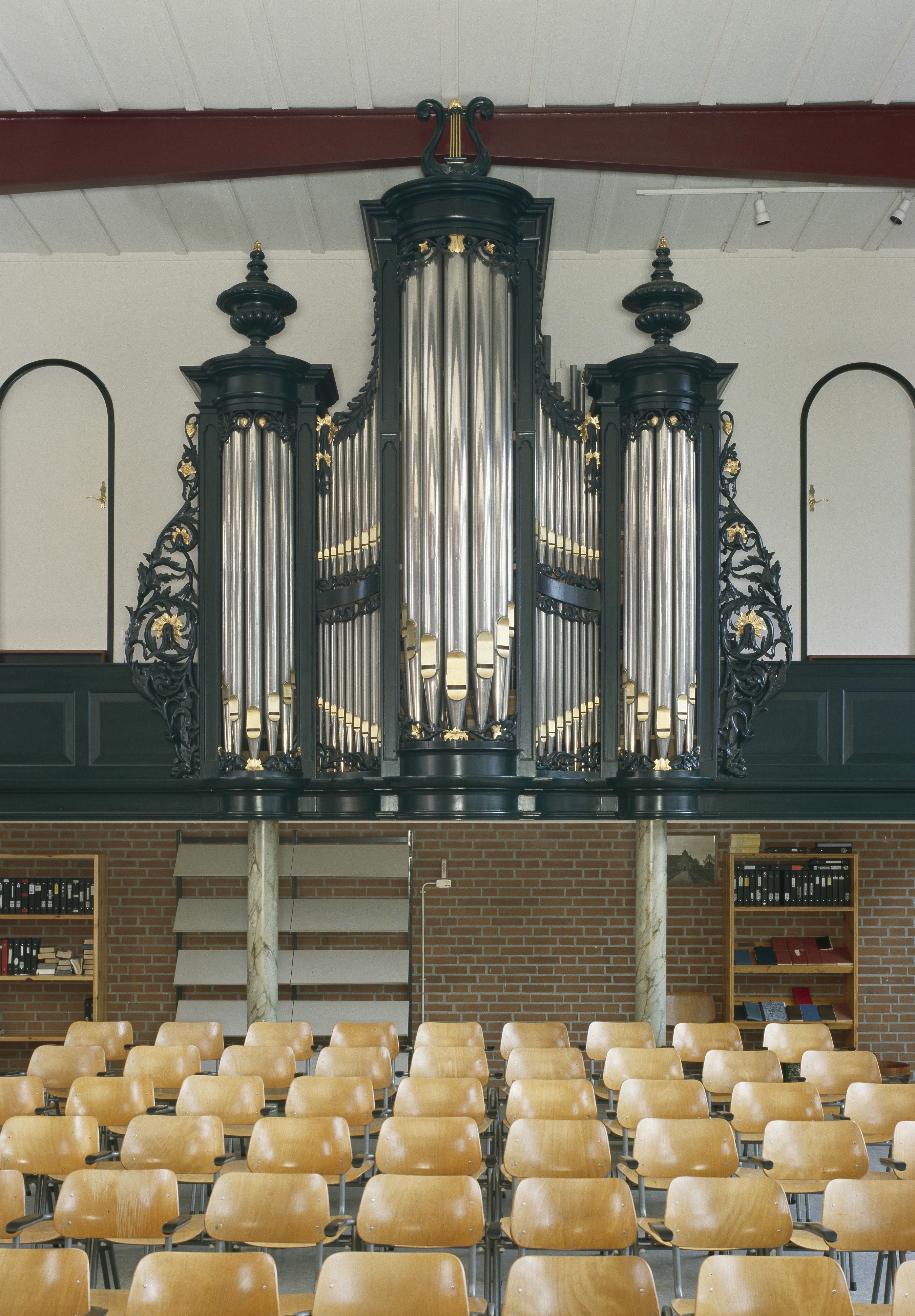
Kerkorgel van Hinsz uit 1772
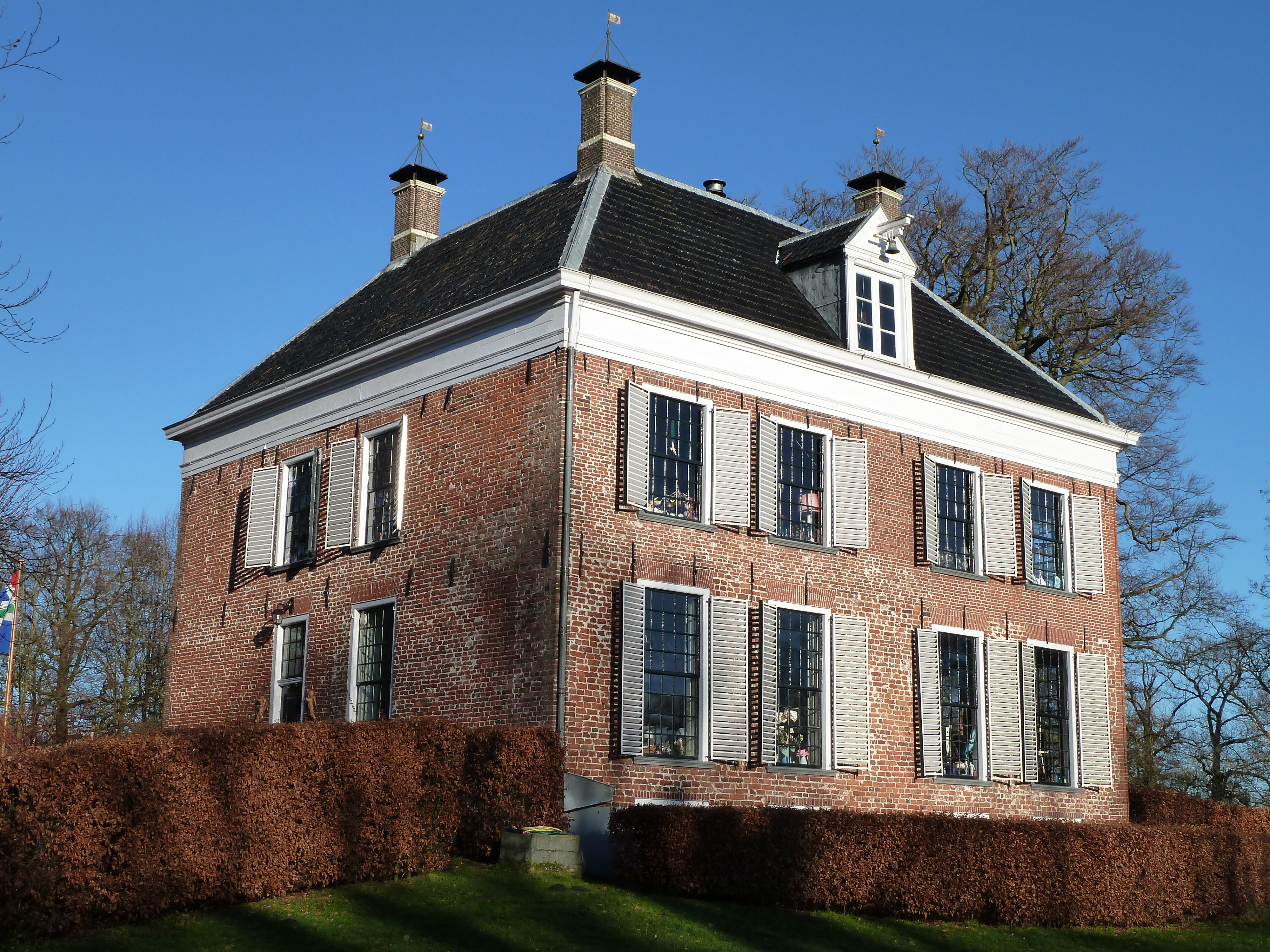
Achterzijde Ennemaborg
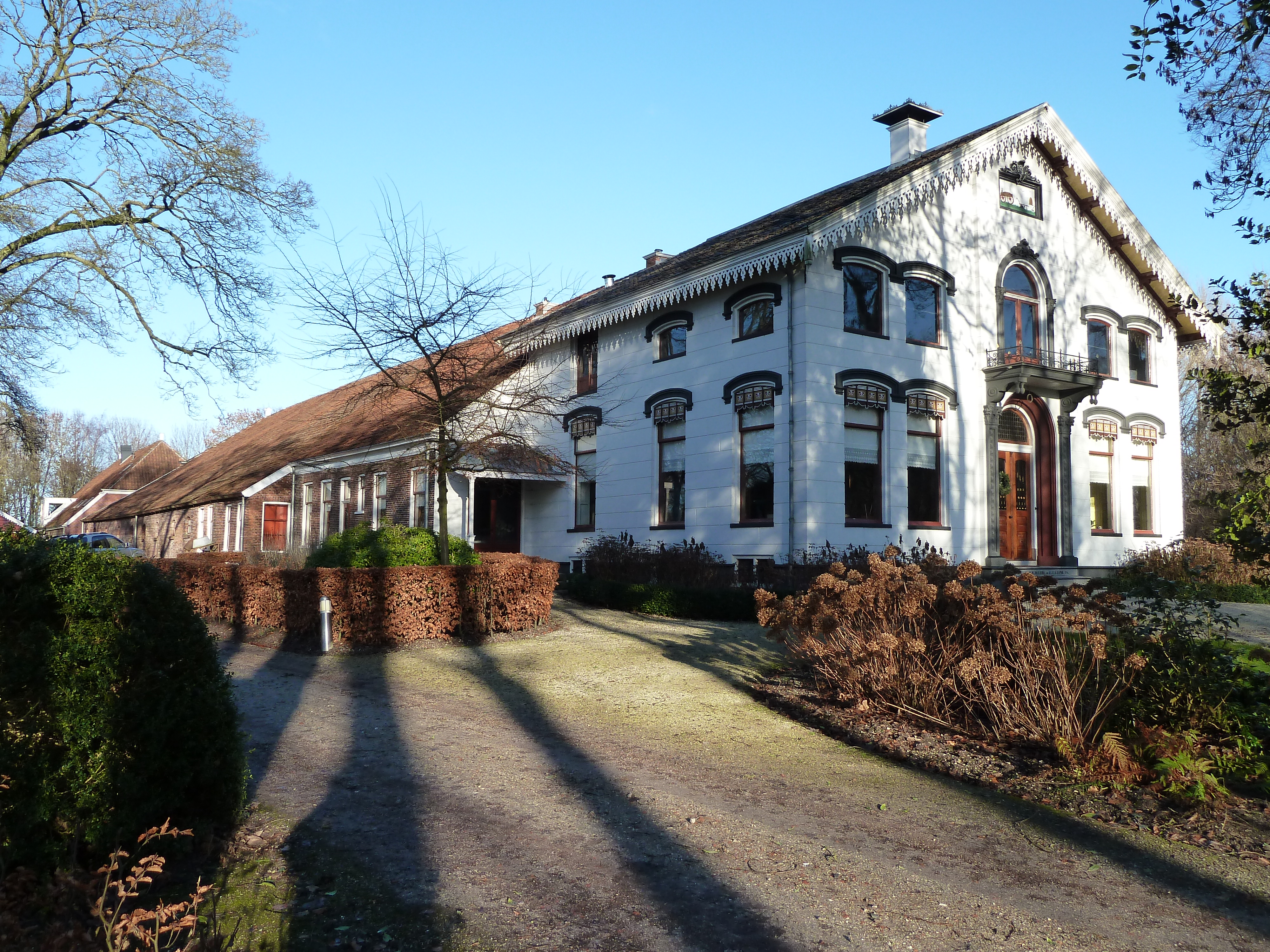
Boerderij Hermans Dijkstra (1858)

## Voorzieningen
Midwolda heeft diverse voorzieningen zoals een supermarkt, bakkerij en diverse horecagelegenheden. Verder heeft het dorp een bekende ijsbaan in een laaggelegen weiland dat vanouds Kleine Dollard wordt genoemd. Oorspronkelijk gaat het om een visvijver, die voor 1800 is ontstaan door het winnen van bageertorp en later deel uitmaakte van het park rond de Ennemaborg. Op deze vijf hectare grote baan worden tijdens strenge winters marathons op natuurijs gereden. De IJsclub De Dollard wordt al genoemd in 1885; hij maakte na de Tweede Wereldoorlog plaats voor de IJsvereniging Eigen Kracht, die de baan beheert.
Aan de zuidkant van de dorpskern ligt het sportpark van de voetbalvereniging MOVV. Sinds 2011 hebben Midwolda en Oostwold een gezamenlijke brede school De Meerkant, die in de plaats is gekomen van vier dorpsscholen. Hierin werken OBS De Noordkaap en CBS De Lichtboei samen. In het gebouw bevindt zich tevens een openbare bibliotheek. Aan de oevers van het Oldambtmeer verrees een ruime sporthal De Rietkraag. Dankzij deze voorzieningen groeien de dorpen steeds meer naar elkaar toe.
De zuidkant van het dorp wordt gedomineerd door het project Blauwestad, waar aan de oevers van het omstreeks 2005 gegraven Oldambtmeer een dorp met ongeveer 1500 woningen ontstaat. Het project had in 2016 voltooid moeten zijn, maar moest vanwege de stagnerende woningmarkt tijdens de kredietcrisis van 2007 een doorstart maken. De planning is daarna doorgetrokken tot 2040. Aan de oevers van het meer is een zandstrand aangelegd.
De rijke boerencultuur van het Oldambt is te bewonderen in Boerderij Hermans Dijkstra, een restaurant annex museum. Het gebouw uit 1858 met later aangebouwde woonvertrekken in Jugendstil is ingericht met meubilair uit de tijd rond 1900. Voor de boerderij bevindt zich een grote slingertuin in Engelse landschapsstijl.
In een van de 19e-eeuwse Oldambtster boerderijen vestigde zangeres Imca Marina omstreeks 2002 een restaurant met een trouwkapel onder de naam De Vicarie, waar zij als ambtenaar van de burgerlijke stand huwelijken voltrok. Het bedrijf vroeg in november 2010 faillissement aan. De middeleeuwse vicarie bevond zich elders.

## Kerkelijk
Midwolda was in de 18e eeuw een bolwerk van de Nadere Reformatie met als bekendste predikant Wilhelmus Schortinghuis (1737-1751). Ook diens opvolgers waren conservatief en tamelijk streng in de leer. Gerrit J.F. Cramer von Baumgarten (1824-1855) was een aanhanger van het Réveil. Een deel van de kerkgangers bezocht ook bijeenkomsten van bevindelijke oefenaars of lekenpredikers, die een sterk persoonlijke geloofsbeleving propageerden. Uit deze kringen ontstond in 1836 een christelijk-gereformeerde gemeente, ingesteld door Hendrik de Cock. In 1850 werd een eigen kerkgebouw  gesticht (Hoofdweg 167). De gemeente vormde lange tijd het centrum voor de kleine groep christelijk-gereformeerden in Oost-Groningen. De gereformeerde gemeente steeds meer veel toeloop van ontevreden hervormden uit Midwolda en Oostwold. Met name de orthodoxe predikant Henricus Eskelhoff Gravemeijer (1857-1865), die aanvankelijk was aangesteld om verdere leegloop van de hervormde kerk tegen te gaan, raadde zijn aanhangers bij zijn vertrek aan zo nodig gereformeerde diensten te bezoeken, wanneer in de hervormde kerk te vrijzinnig zou worden gepreekt. Het gereformeerde kerkgebouw werd te klein moest daarom in 1886 worden uitgebreid.  
Ten gevolge van de Doleantie stapte ook een deel van de hervormden in Oostwold in 1888 over naar de Nederduitsch Gereformeerde Kerk. Men bouwde hier een eigen kerkgebouw, waar ook de christelijk-gereformeerden uit Oostwold gingen kerken. Dat leidde tot spanningen met Midwolda. Beide kerkgenootschappen gingen weliswaar in 1892 samen, maar een deel van de christelijk-gereformeerden uit Midwolda splitste zich in 1895 weer af. Hun kerkgebouw - in de volksmond het 'klompenkerkje' genoemd - dateerde uit 1906 (Hoofdweg 248) en werd in 1968 vervangen door een nieuw gebouw (Crux Ancora Vitae, Hoofdweg 175). De gereformeerde kerk maakte in 1963 plaats voor een rechthoekig zaalkerkje. In 2016 gingen hervormden en gereformeerden samen in een Protestantste Gemeente, die een jaar later opging in de Protestantse Streekgemeente Oost-Groningen (PKOG) . 
Midwolda had ook een doopsgezinde geloofsgemeenschap, die samen met die van Beerta en Meeden één gemeente vormde. Het eerste schuilkerkje aan de Mennistenlaan dateerde uit 1730. Het kerkje werd in 1950 gesloopt.

## Verloop van de bevolking
- 1998 - 2.320
- 2000 - 2.310
- 2005 - 2.305
- 2010 - 2.265
- 2015 - 2.205
- 2020 - 2.090
- 2021 - 2.130
- 2022 - 2.185
- 2023 - 2.190

## Bekende personen
- Wilhelmus Schortinghuis (1700-1750), predikant
- Geert Kruizinga (1863-1949) architect
- Jan Hilgenga (1883-1968), politicus en vakbondsbestuurder
- Tonko Tonkens (1889-1945), architect
- Detmer ten Have jr. (1895-1974), burgemeester
- Bert Diddens (1928−2018), natuurkundige en hoogleraar
- Sijko Veninga (1938), politicus en werkgeversvoorzitter
- Koert Post (1941), politicus
- Margriet Meindertsma (1943), politicus
- Maya Wildevuur (1944-2023), kunstenares
- Henk Kok (1946), sportjournalist
- Ton Baas (1946), politicus
- Tariq Pijning (1994), saxofonist

## Trivia
- Rond 1900 werden de inwoners van Midwolda ook wel aangeduid met bijnamen als eerappeldoggen, neuzebieters en kraaikoppen.
- Het dorp moet niet verward worden met het veel kleinere Midwolde in het Westerkwartier.